# Kristdemokratiska rörelsen
Kristdemokratiska rörelsen, Kresťanskodemokratické hnutie (KDH) är ett politiskt parti i Slovakien, bildat 1990 av Ján Čarnogurský.
KDH tillhör Europeiska folkpartiet (EPP).
Nuvarande partiledare är Ján Figeľ.
KDH satt tidigare med i regeringen men avgick den 7 februari, p.g.a. oenigheter rörande de diplomatiska förbindelserna mellan Slovakien och den Heliga Stolen.
Vid valet den 17 juni 2006, erövrade partiet 8,3 % av rösterna och 14 av de 150 mandaten i parlamentet. 